# Olympische Sommerspiele 1996/Teilnehmer (Bhutan)
| Gelbes Symbol für Goldmedaillen mit stilisierten Olympischen Ringen | Graues Symbol für Silbermedaillen mit stilisierten Olympischen Ringen | Braundes Symbol für Bronzemedaillen mit stilisierten Olympischen Ringen |
| ------------------------------------------------------------------- | --------------------------------------------------------------------- | ----------------------------------------------------------------------- |
| —                                                                   | —                                                                     | —                                                                       |

Bhutan nahm an den Olympischen Sommerspielen 1996 in Atlanta mit zwei Athleten teil. Es war die vierte Teilnahme für Bhutan.

## Bogenschießen
| Disziplin | Männer                | Frauen            |
| --------- | --------------------- | ----------------- |
| Einzel    | Jubzang Jubzang (48.) | Ugyen Ugyen (63.) |